# 河东街道 (德令哈市)
河东街道，是中华人民共和国青海省海西蒙古族藏族自治州德令哈市下辖的一个乡镇级行政单位。

## 行政区划
河东街道下辖以下地区：
长江路居社区委会、祁连路社区、滨河路社区、乌兰路社区、红光村、东山村和阳光村。